# Victoria (gmina Hlipiceni)
Victoria – wieś w Rumunii, w okręgu Botoszany, w gminie Hlipiceni. W 2011 roku liczyła 1356 mieszkańców.